# Рена (Во)
Рена (фр. Rennaz) — громада  в Швейцарії в кантоні Во, округ Егль.

## Географія
Громада розташована на відстані близько 80 км на південний захід від Берна, 28 км на південний схід від Лозанни.
Рена має площу 2,2 км², з яких на 31,2% дозволяється будівництво (житлове та будівництво доріг), 66,5% використовуються в сільськогосподарських цілях, 1,8% зайнято лісами, 0,5% не є продуктивними (річки, льодовики або гори).

## Демографія
2019 року в громаді мешкало 872 особи (+30,5% порівняно з 2010 роком), іноземців було 29,7%. Густота населення становила 398 осіб/км².
За віковим діапазоном населення розподілялося таким чином: 24,2% — особи молодші 20 років, 60,9% — особи у віці 20—64 років, 14,9% — особи у віці 65 років та старші. Було 373 помешкань (у середньому 2,3 особи в помешканні).
Із загальної кількості 706 працюючих 10 було зайнятих в первинному секторі, 108 — в обробній промисловості, 588 — в галузі послуг.